# Mikel Odriozola (baloncesto)
Mikel Odriozola (n. San Sebastián, Guipúzcoa, País Vasco en 1989) es un entrenador español de baloncesto que dirige al San Sebastián Gipuzkoa Basket Club de la Liga LEB Oro.

## Trayectoria
Mikel es doctor en Química por la Universidad del País Vasco y es un entrenador de baloncesto que empezó su carrera deportiva dirigiendo en categorías de formación en Easo SBT, La Salle Bilbao y Paules. Entre 2018 y 2020, sería seleccionador de baloncesto en categorías Mini Masculino y Femenino de Euskadi. 
En la temporada 2019-20, firma como entrenador ayudante de Iñaki Jiménez en el Juaristi ISB de la Liga LEB Plata. 
En 2020, se hace cargo de la Selección Cadete de Euskadi a la que dirige en varios campeonatos de España.
En abril de 2021, el Juaristi ISB lograría el ascenso venciendo al Fútbol Club Barcelona "B" en la final y logrando el ascenso a la Liga LEB Oro.
En la temporada 2022-23, tras la marcha de Iñaki Jiménez, firma como entrenador principal del Juaristi ISB de la Liga LEB Oro.
El 24 de mayo de 2023, se hace oficial que Mikel no continuaría dirigiendo al conjunto vasco, tras salvarlo del descenso de categoría.
El 5 de julio de 2023, firma como entrenador del San Sebastián Gipuzkoa Basket Club de la Liga LEB Oro.

## Clubs
- 2019-22. Juaristi ISB. Liga LEB Plata/Liga LEB Oro. Entrenador Ayudante
- 2022-23. Juaristi ISB. Liga LEB Plata/Liga LEB Oro. Entrenador
- 2023-actualidad. San Sebastián Gipuzkoa Basket Club. Liga LEB Oro. Entrenador

## Títulos
- 2021. Juaristi ISB. Ascenso a Liga LEB Oro